# Münsterpark

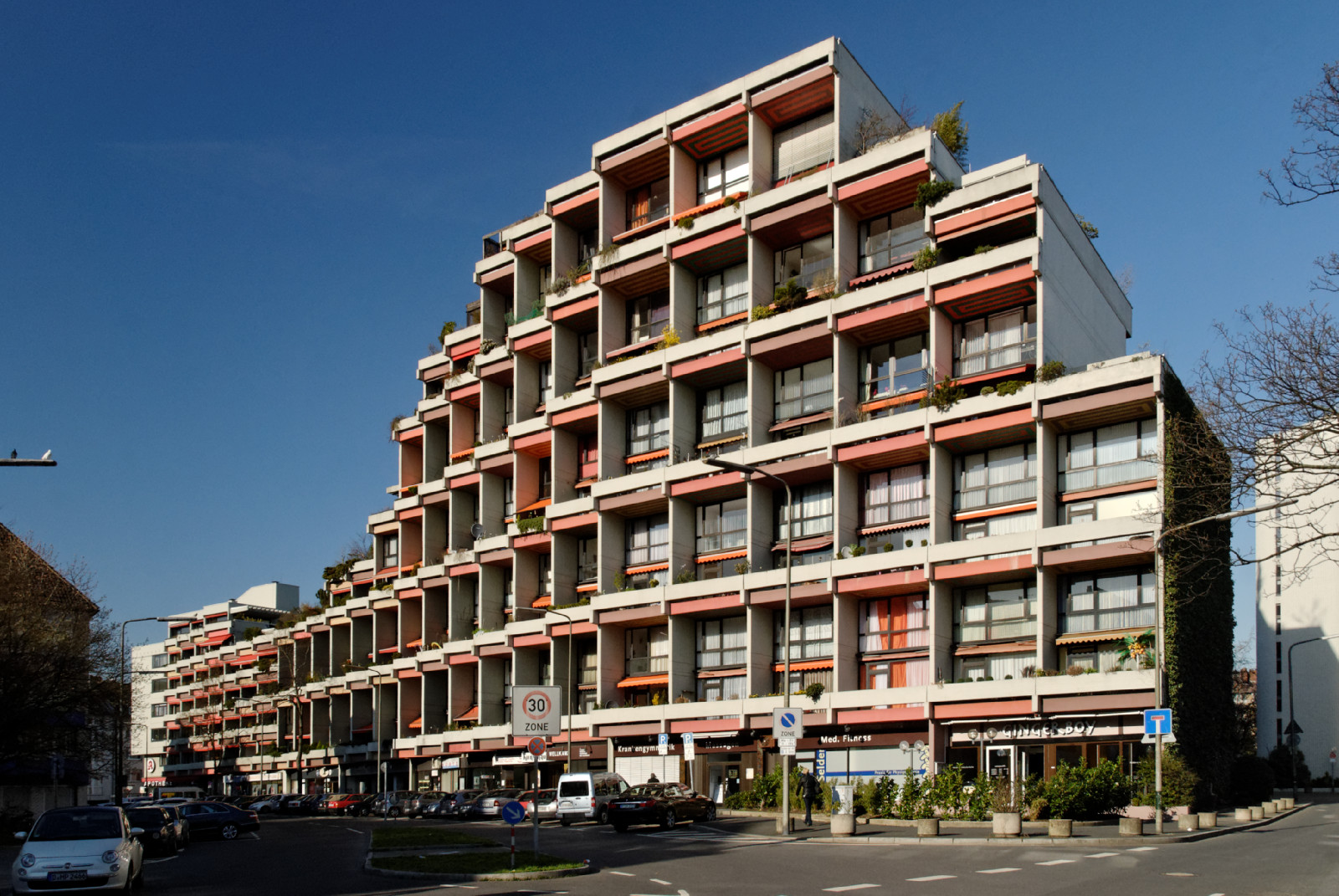
Münsterpark

Die Wohnanlage Münsterpark befindet sich an der Rheinbaben-/Glockenstraße in Düsseldorf-Derendorf. Sie wurde von 1971 bis 1977 nach Plänen von Walter Brune im Stil des Brutalismus erbaut. Alle Fassadenteile sind in Sichtbeton ausgeführt.

## Beschreibung
Der Wohnkomplex bildet 500 Wohneinheiten, die sich aus verschiedenen Baukörpern zusammensetzen. Der größte Baublock befindet sich an der Rheinbabenstraße und ist mit zwölf Geschossen das größte und höchste Gebäude des Stadtteils Derendorf. Die Schauseite ist vertikal und horizontal gegliedert. Ein stufenweises Zurückschwingen der Architektur kennzeichnet die Gebäudefront. Stahlbetonschotten bilden die Konstruktion. Kastenartige, 4,5 m lange Einheiten aus Stahlbetonschotten gliedern die Schaufassade und bilden Loggien mit Balkonbrüstungen aus Strukturbeton. Jede Loggia ist durch ein Zwischengeschoss untergliedert.